# Rysumer Nacken

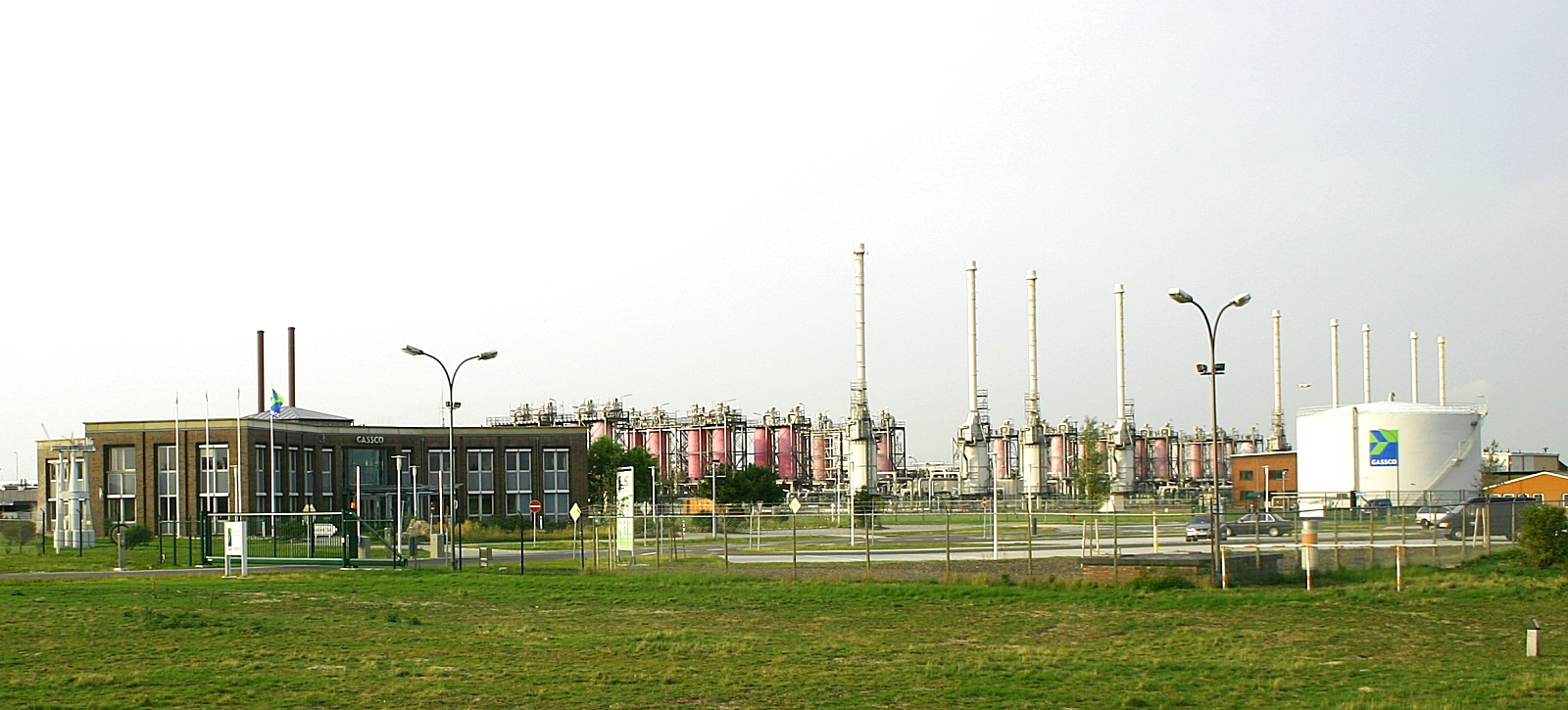
Gasanlandestation auf dem Rysumer Nacken, betrieben von Gassco

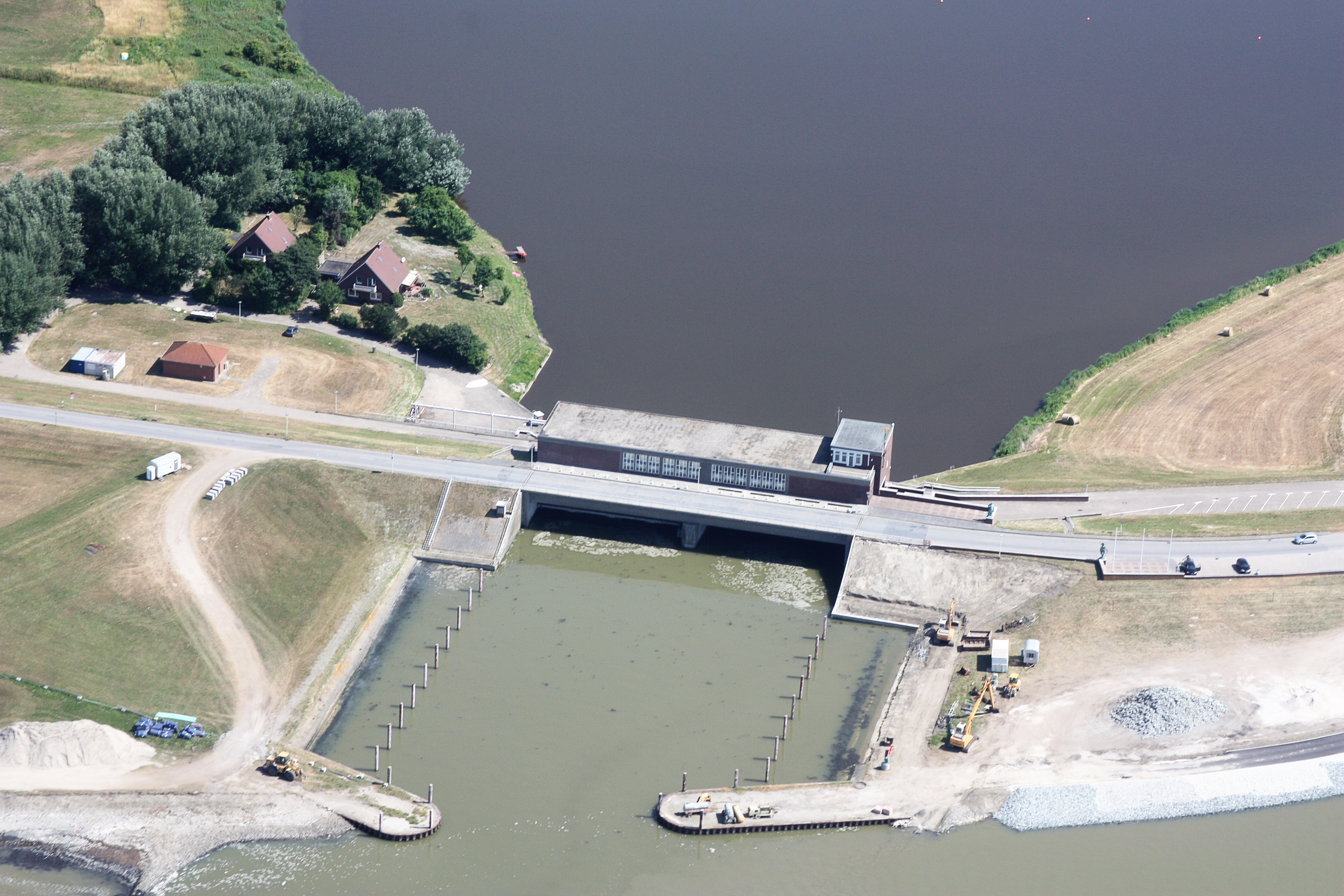
Siel- und Schöpfwerk Knock

Der Rysumer Nacken ist ein durch Landgewinnung erschlossenes Gelände in der Knock auf dem Gebiet der Stadt Emden. Es entstand durch die künstliche Verlagerung des Emsfahrwassers. Dafür ließ die die Reichswasserstraßenverwaltung von 1930 bis 1933 den Leitdamm Knock, einen etwa 3,5 km langen Steindamm, errichten. Hinter diesem lagerten sich bis 14 Millionen Kubikmeter Sedimente ab. Es entstand ein etwa 750 ha großer Polder. Der Damm bildet bis heute die Uferlinie. Laut den ursprünglichen Planungen sollten auf dem neu gewonnenen Land 40 Bauernhöfe angesiedelt werden. Das Gelände wurde schließlich jedoch der Stadt Emden zugeschlagen und für Industrieansiedlungen am seeschifftiefen Wasser ausgewiesen.
Ab etwa 1955 bis 1995 diente der Rysumer Nacken als Spülfeld. Insgesamt wurden dort etwa 100 Millionen Kubikmeter Baggeraushub, der beim Ausbaggern der Emsfahrrinne anfiel, aufgetragen. Das Gelände liegt inzwischen sechs Meter über dem Meer und entwickelte sich abseits der Industrieansiedlungen zu einem Naturgebiet, das zum Teil extensiv beweidet wird. In den Jahren 1968 und 1969 ließ der I. Entwässerungsverband Emden mit dem Siel und Schöpfwerk Knock das zu dieser Zeit größte Entwässerungsbauwerk Europas errichten.
Mitte der 1970er Jahre entstand eine Erdgas-Anlandestation auf dem Rysumer Nacken. Diese empfängt das Gas aus norwegischen Feldern in der Nordsee. Damit wird über Emden ein wesentlicher Teil des deutschen Gas-Importes angeliefert. 
Nach Aufgabe des in den 1980er Jahren geplanten Großprojektes Dollarthafen gab es ab 1990 Pläne, am Rysumer Nacken einen Vorhafen zu errichten. Diese wurden jedoch genauso wie das 2010 bis 2014 angedachte Großprojekt Rysumer Nacken nicht umgesetzt.

## Siehe weiter
- Europipe in Dornum
- Open Grid Europe, Verdichterstation im benachbarten Krummhörn
- Erdgasleitung, Erdgasnetz, Erdgasspeicher
- Nordseeöl bezüglich Norpipe
- Windpark Rysumer Nacken